# Elecciones parlamentarias de Albania de 2021
Las elecciones parlamentarias de Albania se llevaron a cabo el día 25 de abril del 2021. En ella estuvieron en disputa los 140 escaños del Parlamento de Albania, el órgano legislativo unicameral del país.

## Trasfondo
El gobierno actual está conformado por el Partido Socialista de Albania, que obtuvo 74 (de 140) escaños en las elecciones de 2017, manteniendo su mayoría absoluta. Su líder, Edi Rama, ocupa el puesto de Primer Ministro desde 2013.

## Sistema electoral
Los 140 miembros del Parlamento son elegidos en doce circunscripciones plurinominales análogas a doce condados del país. Dentro de los distritos electorales, los asientos son elegidos por listas abiertas mediante el sistema D'Hondt, con un umbral electoral del 1%.
El sistema sufrió cambios considerables durante el 2020, debido a reformas introducidas por el gobierno del Partido Socialista. En ellas se abandonó el sistema de listas cerradas y se redujo el umbral electoral. El gobierno fue duramente criticado por estos cambios, sin embargo se argumentó por un aumento de capacidad decisoria de los votantes y un acercamiento a modelos utilizados por otros países europeos.
La distribución de escaños por condado es la siguiente:
| #                                      | Condado     | Votantes registrados a 2021 | Escaños |
| -------------------------------------- | ----------- | --------------------------- | ------- |
| 1                                      | Berat       | 184,612                     | 7       |
| 2                                      | Dibër       | 132,858                     | 5       |
| 3                                      | Durrës      | 359,832                     | 14      |
| 4                                      | Elbasan     | 349,144                     | 14      |
| 5                                      | Fier        | 405,955                     | 16      |
| 6                                      | Gjirokastër | 124,224                     | 4       |
| 7                                      | Korçë       | 286,166                     | 11      |
| 8                                      | Kukës       | 83,808                      | 3       |
| 9                                      | Lezhë       | 168,975                     | 7       |
| 10                                     | Shkodër     | 273,801                     | 11      |
| 11                                     | Tirana      | 911,573                     | 36      |
| 12                                     | Vlorë       | 319,744                     | 12      |
| Fuente: KQZ.gov.al (Lista de votantes) |             |                             |         |

## Encuestas de opinión
Resumen gráfico
| Encuestadora                                                                     | Fecha                                         | PS                  | PD                                        | LSI         | PDIU        | PSD    | Otros       | Ventaja |        |   |        |      |
| -------------------------------------------------------------------------------- | --------------------------------------------- | ------------------- | ----------------------------------------- | ----------- | ----------- | ------ | ----------- | ------- | ------ | - | ------ | ---- |
| Encuestadora                                                                     | Fecha                                         | Piepoli + Report TV | 24 de noviembre – 27 de noviembre de 2020 | 53 – 59%    | 30 – 34%    | 2 – 4% | Otros       | Ventaja | 1 – 3% | – | 5 – 7% | +20% |
| MRB + Euronews Albania                                                           | 22 de diciembre de 2020 – 13 de enero de 2021 | 41.8%               | 28.2%                                     | 10.3%       | 1.5%        | –      | 2.1%        | 13.6%   |        |   |        |      |
| NOTO Sondaggi + Ora News                                                         | 10 de enero – 19 de enero                     | 42 – 46%            | 33 – 37%                                  | 9 – 13%     | 1 – 3%      | –      | 6 – 10%     | +5%     |        |   |        |      |
| Flame Tree Advisors + Syri TV                                                    | 8 de enero – 22 de enero                      | 38.2%               | 33.6%                                     | 10.7%       | 2.5%        | –      | 2.8%        | 4.6%    |        |   |        |      |
| Piepoli + Report TV                                                              | 19 de enero – 22 de enero                     | 48 – 52%            | 31 – 35%                                  | 4 – 8%      | 2 – 4%      | –      | 1 – 9%      | +13%    |        |   |        |      |
| MRB + Euronews Albania                                                           | 25 de enero – 12 de febrero                   | 39.9%               | 30.6%                                     | 9.1%        | 1.6%        | –      | 1.8%        | 9.3%    |        |   |        |      |
| IPSOS + Top Channel                                                              | 10 de febrero – 16 de febrero                 | 49.5%               | 39.3%                                     | 5.1%        | 0.2%        | 0.8%   | 5%          | 12.2%   |        |   |        |      |
| Piepoli + Report TV                                                              | 18 de febrero                                 | 47 – 51%            | 33 – 37%                                  | 4 – 8%      | 2 – 4%      | –      | 2 – 12%     | +10%    |        |   |        |      |
| Flame Tree Advisors + Syri TV                                                    | 1 de febrero – 20 de febrero                  | 38.5% – 40.1%       | 33.9% – 36.8%                             | 8.9% – 9.2% | 2.2% – 2.5% | –      | 1.5% – 4.6% | +1.7%   |        |   |        |      |
| NOTO Sondaggi + Ora News                                                         | 23 de febrero                                 | 41 – 45%            | 34 – 38%                                  | 8 – 12%     | 1 – 3%      | –      | 7 – 11%     | +3%     |        |   |        |      |
| GeoCartography + T7&GE                                                           | 24 de febrero – 8 de marzo                    | 45.25%              | 42.55%                                    | 8.8%        | –           | –      | 3.54%       | 2.7%    |        |   |        |      |
| MRB + Euronews Albania                                                           | 25 de febrero – 9 de marzo                    | 41.3%               | 30.8%                                     | 7.6%        | 1.3%        | –      | 1.1%        | 10.5%   |        |   |        |      |
| IPSOS + Top Channel                                                              | 3 de marzo – 9 de marzo                       | 48.7%               | 40.6%                                     | 4.6%        | –           | 0.9%   | 5.1%        | 8.1%    |        |   |        |      |
| Piepoli + Report TV                                                              | 17 de marzo                                   | 47 – 51%            | 37 – 41%                                  | 4 – 8%      | –           | 0 – 2% | 1 – 10%     | +6%     |        |   |        |      |
| Flame Tree Advisors + Syri TV                                                    | 12 de marzo – 18 de marzo                     | 38.9%               | 38.5%                                     | 9.2%        | –           | –      | 1.4%        | 0.4%    |        |   |        |      |
| NOTO Sondaggi + Ora News                                                         | 12 de marzo – 22 de marzo                     | 44.5 – 48.5%        | 41 – 45%                                  | 6 – 10%     | –           | 0 – 2% | 0 – 2%      | +1%     |        |   |        |      |
| Piepoli + Report TV                                                              | 23 de marzo – 28 de marzo                     | 47 – 51%            | 38 – 42%                                  | 4 – 8%      | –           | 0 – 2% | 0 – 8%      | +5%     |        |   |        |      |
| MRB + Euronews Albania                                                           | 17 de marzo – 31 de marzo                     | 43%                 | 35.4%                                     | 5.2%        | –           | –      | 3.8%        | 7.6%    |        |   |        |      |
| IPSOS + Top Channel                                                              | 29 de marzo – 31 de marzo                     | 48.4%               | 39.3%                                     | 5%          | –           | 1.7%   | 5.5%        | 9.1%    |        |   |        |      |
| NOTO Sondaggi + Ora News                                                         | 6 de abril                                    | 44 – 48%            | 42 – 46%                                  | 6 – 10%     | –           | 0 – 1% | 0 – 3%      | +1%     |        |   |        |      |
| Smith Research & Consulting                                                      | 27 de marzo – 9 de abril                      | 42.5%               | 44.7%                                     | 11.3%       | –           | –      | 1.5%        | 2.2%    |        |   |        |      |
| MRB + Euronews Albania                                                           | 1 de abril – 15 de abril                      | 43%                 | 36.8%                                     | 5.8%        | –           | –      | 3%          | 6.2%    |        |   |        |      |
| NOTO Sondaggi + Ora News                                                         | 16 de abril – 19 de abril                     | 43.5 – 47.5%        | 42.5 – 46.5%                              | 4 – 7.5%    | –           | 0 – 2% | 1 – 5%      | +1%     |        |   |        |      |
| Flame Tree Advisors + Syri TV                                                    | 19 de abril                                   | 42.1%               | 47.1%                                     | 9.4%        | –           | –      | 1.3%        | 5%      |        |   |        |      |
| IPSOS + Top Channel                                                              | 18 de abril – 20 de abril                     | 48.1%               | 43.6%                                     | 3.6%        | –           | 0.8%   | 3.4%        | 4.5%    |        |   |        |      |
| Smith Research & Consulting Archivado el 23 de abril de 2021 en Wayback Machine. | 23 de abril                                   | 42.4%               | 46.1%                                     | 10.4%       | –           | –      | 1.1%        | 3,7%    |        |   |        |      |

## Resultados
La primera encuesta a boca de urna, de Euronews, sugirió la victoria del Partido Socialista con firmeza, proyectando el 46% de los votos a la candidatura de Rama, mientras que el Partido Demócrata el 42% .6 El 27 de abril, Rama reclamó 'la victoria más hermosa 'y agradeciendo' por confiar en mí para liderar un tercer mandato'.
El 28 de abril, 10 miembros de la dirección del Partido Demócrata pidieron la dimisión de Lulzim Basha como líder, alegando '¡La pérdida de las elecciones por parte del Partido Demócrata tiene sus responsabilidades y en primer lugar al presidente Lulzim Basha! Él, entre otras cosas, ha extinguido el sueño democrático de cientos de miles de albaneses, perdiendo dos pares de elecciones generales, entregando el gobierno central, el gobierno local y la oposición en manos de Edi Rama. Por tanto, exigimos la dimisión inmediata e irrevocable del presidente del Partido Demócrata, Lulzim Basha, del secretario general y de los vicepresidentes”. Ese mismo día, la candidata del Movimiento Social por la Integración Monika Kryemadhi felicitó 'a los oligarcas y las pandillas, [porque son] los verdaderos ganadores' y se disculpó por la estrategia electoral equivocada, mientras acusaba que la compra de votos se realizó en Durrës, Korçë y Berat.

Distribución de escaños por candado

|                                                                 |                                                      |           |        |         |       |
| Partido                                                         | Partido                                              | Votos     | %      | Escaños | +/–   |
|                                                                 | Partido Socialista de Albania (PS)                   | 768,250   | 48.68  | 74      | 0     |
|                                                                 | Partido Democrático de Albania (PD-AN)               | 622,265   | 39.43  | 59      | +13   |
|                                                                 | Movimiento Socialista por la Integración (LSI)       | 107,533   | 6.81   | 4       | -15   |
|                                                                 | Partido Socialdemócrata de Albania (PSD)             | 35,476    | 2.25   | 3       | +2    |
|                                                                 | Integración (Nisma Thurje)                           | 10,216    | 0.65   | 0       | Nuevo |
|                                                                 | Convicción Democrática (BD)                          | 8,238     | 0.52   | 0       | Nuevo |
|                                                                 | Movimiento por el Cambio (LpN)                       | 7,049     | 0.45   | 0       | Nuevo |
|                                                                 | Partido del Movimiento Democrático de Albania (PLDS) | 4,697     | 0.30   | 0       | Nuevo |
|                                                                 | Partido Nuevo Movimiento (PLR)                       | 3,771     | 0.24   | 0       | Nuevo |
|                                                                 | Partido Alianza Nueva Democracia (ADR)               | 3,222     | 0.20   | 0       | Nuevo |
|                                                                 | Partido Frente Nacional de Albania (PBKS)            | 1,943     | 0.12   | 0       | 0     |
|                                                                 | Coalición de la Alianza de la Unión Popular (ABP)    | 1,377     | 0.09   | 0       | Nuevo |
|                                                                 | Independientes                                       | 4,247     | 0.27   | 0       | 0     |
|                                                                 |                                                      |           |        |         |       |
| Votos válidos                                                   | Votos válidos                                        | 1.578.284 |        | –       | –     |
| Votos nulos                                                     | Votos nulos                                          | 83,028    | –      | –       | –     |
| Total                                                           | Total                                                | 1,661,312 | 100.00 | 140     | 0     |
| Registrados/Participación                                       | Registrados/Participación                            | 3,588,869 | 46.29  | –       | –     |
| Source: KQZ Archivado el 12 de mayo de 2021 en Wayback Machine. |                                                      |           |        |         |       |

### Por condados
| Condados    | PS    | PD-AN | LSI | PSD | Escaños |   |   |
| ----------- | ----- | ----- | --- | --- | ------- | - | - |
| Condados    | Berat | 5     | 2   | 0   | Escaños | 0 | 7 |
| Dibër       | 2     | 3     | 0   | 0   | 5       |   |   |
| Durrës      | 8     | 6     | 0   | 0   | 14      |   |   |
| Elbasan     | 8     | 6     | 0   | 0   | 14      |   |   |
| Fier        | 9     | 6     | 1   | 0   | 16      |   |   |
| Gjirokastër | 3     | 1     | 0   | 0   | 4       |   |   |
| Korçë       | 6     | 5     | 0   | 0   | 11      |   |   |
| Kukës       | 1     | 2     | 0   | 0   | 3       |   |   |
| Lezhë       | 3     | 4     | 0   | 0   | 7       |   |   |
| Shkodër     | 3     | 5     | 1   | 2   | 11      |   |   |
| Tiranë      | 18    | 15    | 2   | 1   | 36      |   |   |
| Vlorë       | 8     | 4     | 0   | 0   | 12      |   |   |
| Total       | 74    | 59    | 4   | 3   | 140     |   |   |